# Nicolas Deschamps
L'Abbé Nicolas Deschamps (Villefranche-sur-Saône, 12 dicembre 1797 – Aix-en-Provence, 29 maggio 1873) è stato un presbitero, saggista, scrittore, docente, gesuita predicatore francese, fu autore di libri antimassonici sulle società segrete.

## Tesi
Denunciò l'appartenenza di Napoleone Bonaparte alla loggia massonica « Templiers »  di Lione. In un libro scritto con Claudio Jannet, mettono in evidenza le caratteristiche comuni tra le grandi eresie e dottrine massoniche. Descrive anche l'ispirazione della massoneria  organizzatrice del Terrore, 
della  rivoluzione del 1830 e di quella del 1848, della ideazione dell'unità italiana e di quella tedesca, nonché della rivoluzione del 4 settembre (proclamazione della Terza Repubblica) e del Comune di Parigi (1871). Essi ipotizzano la massoneria un ruolo nella distruzione della monarchia dell'austro-ungarica cattolica degli Asburgo.

## Opere
- Cours élémentaire de littérature, Avignon, 1860.
- Les fleurs de Marie, Paris, 1863.
- Les Sociétés secrètes et la société ou philosophie de l'histoire contemporaine, Avignon, 1874-1876, con Claudio Jannet.
- Le monopole universitaire destructeur de la religion et des lois, 1843.